# Nils Kreuger
Nils Edvard Kreuger (eller Kreüger, udtales "Kröger", født 11. oktober 1858 i Kalmar; død 11. maj 1930 i Stockholm), var en svensk kunstmaler.
Kreuger studerede 1874-78 ved den forberedende Konstakademiens Principskola, senere ved antikskolen og Edvard Perséus' frie malerskole. 1881-87 boede han i Paris og 1887-96 i Varberg og blev en del af 'Varbergsskolan' med Richard Bergh og Karl Nordström. Fra 1896 opholdt han sig i Stockholm og var lærer ved Konstnärsförbundets tredje skole 1905-08.
Under indflydelse af fransk friluftsmaleri lavede han bybilleder og landskaber fra Paris og dets omgivelser som valørmaleri, ofte ved daggry eller skumring, i tåge, regn eller sne. Kreuger debuterede 1882 på Parisersalonen og tilbragte meget tid i
kunstnerkolonien Grez-sur-Loing (en). De figurative motiver i disse malerier fra Kreugers franske tid danner forbindelse til hans senere værker. I 1885 var Kreuger aktiv ved organiseringen af Opponenterna, og i de følgende år arbejdede han for grundlæggelsen af Konstnärsförbundet − begge arbejdede for en modernisering og reformering af kunstuddannelsen ved Konstakademien i Stockholm.
| |
| - Opponenterna og Konstnärsförbundets styrelse - Atelierfotografi fra 1885 med nogle af lederne af Opponenterna. Stående fra venstre: Carl Larsson ogh Ernst Josephson. Siddende fra venstre: Richard Bergh, August Hagborg og Per Hasselberg - 'Konstnärsförbundets styrelse' − Kreuger stående − Af Richard Bergh, 1903 |

| |
| - Selvportræt og Kreuger af andre kunstnere - Selvportræt, "Eremitten i sin hule" - Kreuger tegnet af Carl Larsson - Kreuger portrætteret af Carl Wilhelmson - Kreuger malet af Richard Bergh, 1884 - Kreuger af Richard Bergh, 1885 |

## Nogle af Nils Kreugers værker
|                                    |                                                |                                                                    | |
| - Stilleben - Et par støvler, 1882 | - Martsaften - Martsaften, Riddarfjärden, 1915 | - 'Historiske bagdele' - Historiska baksidor, 1918 – Her af Karl X | Med serien 'Historiska baksidor' viser Kreuger en anden side af sin virksomhed som tegner og maler: 'det burleskt komiska' |

|                                                         |
| - Paris - Snevejr i Paris, 1885 - I regnen, Paris, 1886 |

|                                                                               |
| - Øland - Tater på Öland, 1885 - Motiv fra Öland, 1901 - Alvar på Öland, 1903 |

| |
| - Varberg - Oktoberaften ved Apelviken (Varberg), ca. 1895 (nordlys?) - Håstensberget ved Varberg - Aprilaften, Varberg |

| |
| - 'Efterår ved Varberg '– Nr. NM 4120 i to gengivelser fra Commons - (1) Höst, Efterår ved Varberg, 1888. NM 4120 - (2) Höst, Efterår ved Varberg, 1888. Samme nr. NM 4120 |

| |
| - Heste og køer - Heste søger kølighed – Hästar söker svalka, 1902 - Häst vid strand (Sommarnatt), 1902 - Heste i det fri – Hästar i det fria, 1906 - Middagshvile, 1917 - Græssende ko |

| |
| - De tre malerier nævnt i infoboksen - Motiv fra kysten ved Varberg, 1892 - Aften i Varberg, 1892 - Forår i Halland. Tre malerier i ramme af kunstneren, 1894 |